# Thomas Bouch

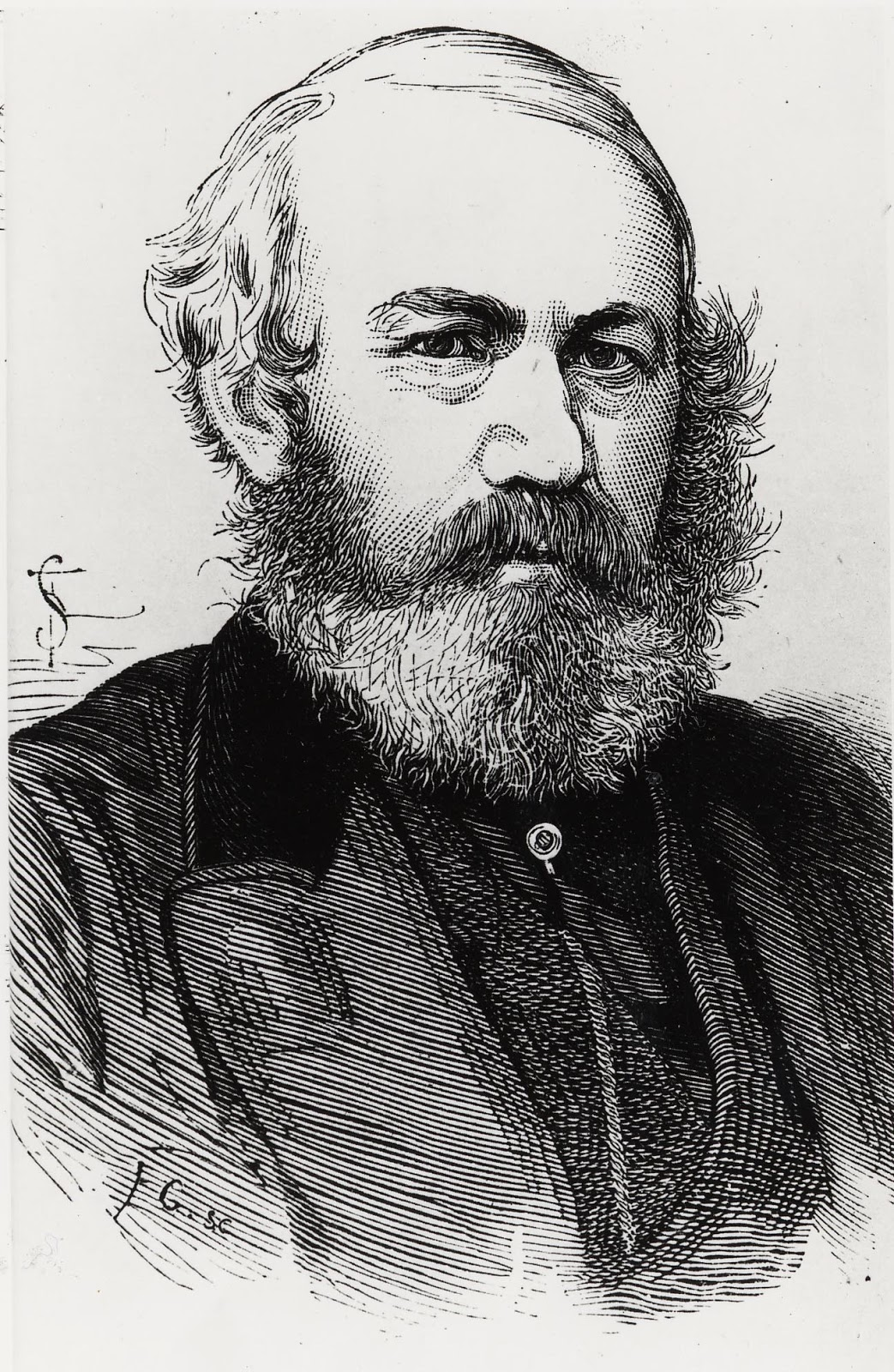
Sir Thomas Bouch

Sir Thomas Bouch (* 25. Februar 1822 in Thursby; † 30. Oktober 1880 in Moffat, Schottland) wurde als Ingenieur der Firth-of-Tay-Brücke bekannt, für deren Konstruktion er geadelt wurde.

## Leben
Sein Vater war Angestellter in einem Handelshaus. Sohn Thomas bekam seine Schulbildung zunächst im heimischen Thursby vermittelt, bevor er einige Jahre auf einer Privatschule im nahen Carlisle zubrachte. Mit 17 Lebensjahren entschied er sich für den Beruf als technischer Konstrukteur, indem er bei den beiden Ingenieuren Lomar und Errington eine Lehre anfing. Diese beiden Konstrukteure arbeiteten für die Lancaster and Carlisle Railway, die in Carlisle eine Filiale betrieben. Mit Abschluss der Lehre war Bouch derart kompetent, dass er unmittelbar die Leitung einer Bautruppe übernehmen konnte. Die Zeit seiner Tätigkeit lag in einer Zeit ungeahnter Bautätigkeit an Eisenbahnstrecken, die er vor allem an kleineren Strecken in Nordengland zubrachte. 1840 war er mit dem Bau der Weardale Railway beschäftigt, anschließend wurde er leitender Konstrukteur der Edinburgh, Perth, and Dundee-Linie.
Die Mündungen von Forth und Tay stellten eine Unterbrechung für den durchgängigen Eisenbahnverkehr dar. Sämtliches Gepäck musste zeitaufwendig von der Eisenbahn auf einen Dampfer und anschließend wieder zurückverladen werden. Hier sah Bouch unmittelbar die Chance einer Verbesserung. Nach vielen Schwierigkeiten löste er die Aufgabe mithilfe eines hydraulischen Hängegerüstes. So war es jetzt möglich, die Eisenbahnwagen an Bord des Dampfers zu verladen. Seine Idee wurde bald adaptiert und war die Grundlage für ähnliche Verfahren in der ganzen Welt.

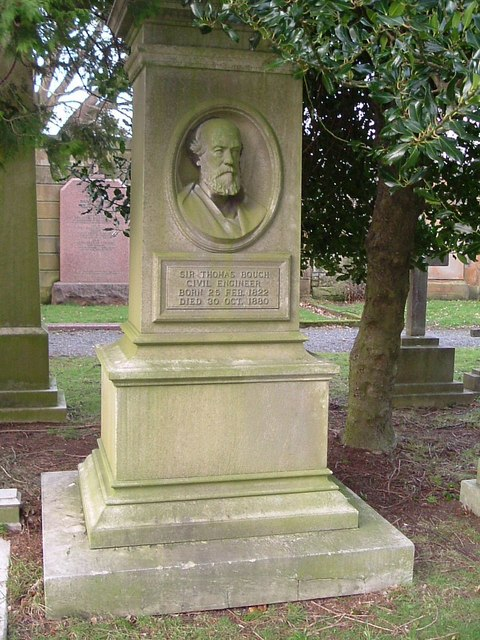
Bouchs Grab in Edinburgh

Bouch verließ jetzt die North British Railway Company, um mit seinem Wissen und seiner Reputation im Eisenbahnwesen auf eigene Rechnung Geschäfte zu machen. Hier war er besonders erfolgreich: Die zwischenzeitlich bessere Traktion der Lokomotiven ermöglichte es, engere Kurvenradien zu bauen, so dass weniger Kunstbauwerke wie Tunnel oder Brücken erforderlich wurden, die besonders für hohe Kosten beim Eisenbahnbau verantwortlich waren. Die Umsetzung dieser Pläne brachten ihm erheblichen Gewinn.
Daneben beschäftigte sich Bouch auch sehr intensiv mit der Konstruktion von eleganten, leichten Brücken. Viele der Bauwerke bewiesen seinen Erfolg. Bald lagen Konstruktionszeichnungen für Viadukte der Forth- und Taymündungen vor, die für ihn unter der Rubrik „unrealisierte Möglichkeit“ eingeordnet waren, könnte man doch so ganz auf das Verladen der Eisenbahnwagen verzichten. Diese Konstruktion sollte sein Schicksal werden, betrat man mit ihr in vielen Belangen Neuland: Allein die Länge, aber auch Wettereinflüsse von Wind und Meeresströmung waren neue Herausforderungen. Mehrfach wurden die Pläne geändert, doch schließlich konnte die Brücke über den Firth of Tay 1877 unter großer Anteilnahme der Bevölkerung eingeweiht werden.
Eineinhalb Jahre hielt das Bauwerk den Naturgewalten stand, bis sich bei einem schweren Sturm der Eisenbahnunfall auf der Firth-of-Tay-Brücke ereignete. Der Mittelteil stürzte mitsamt eines darauf fahrenden Zugs ins Meer, alle 75 Insassen starben. Bouch erholte sich von dieser Tragödie nicht mehr, er starb als gebrochener Mann in Jahresfrist nach dem Unglück, bei dem auch sein Schwiegersohn ums Leben kam.

## Werke
Neben dem Bau zahlreicher Eisenbahnstrecken, der Erfindung von RO-RO-Fähren und vielen anderen Optimierungen im Eisenbahnwesen stehen vor allem Brückenkonstruktionen in seinem Verdienst:
- Hownes Gill Viaduct (1858)
- Newcastle Bridge (1871)
- Redheugh Bridge (1870)
- Tay-Brücke, Firth of (1877)

Auch die Planung der Forth Bridge gehört zu seinem Erbe, auch wenn ihm nach dem Einsturz der Tay-Brücke die Baudurchführung entzogen worden war.